# 格兰德河 (巴拿马)

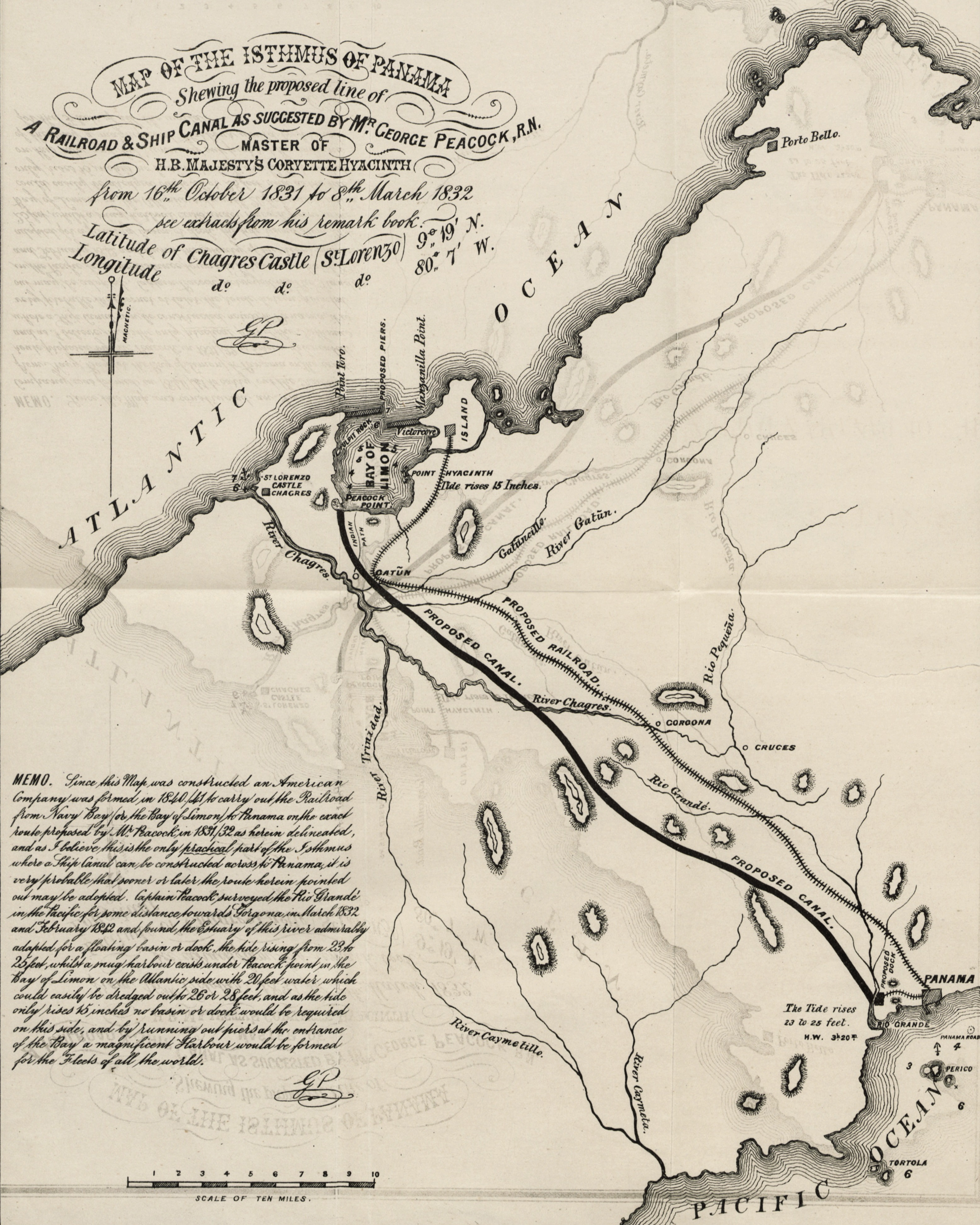
1878绘制的巴拿马地峡地图，格兰德河在下方

格兰德河（西班牙語：Rio Grande）是巴拿马的一条河流，位于该国科克萊省，注入巴拿马湾西部的帕里塔湾。